# Ferrari 196 SP
La 196 SP è una autovettura da competizione prodotta dalla Ferrari nel 1962 in quattro esemplari.

## Contesto
Il modello fu mostrato per la prima volta al pubblico nel febbraio del 1962 insieme ad altre vetture da competizione con motore posteriore durante la consueta conferenza stampa organizzata dalla Ferrari all'inizio della stagione sportiva. I modelli presentati erano: la 248 SP, la 268 SP, la 286 SP e, appunto, la 196 SP. In questa occasione fu anche presentata, quasi in sordina, la 250 GTO, che diventò celebre in seguito. Come le altre vetture sport, la 196 SP possedeva una presa d'aria doppia posizionata sul frontale che fu introdotta sulle monoposto Ferrari nel 1961.
Il motore del modello derivava dal “Tipo Dino 196” installato sulla Dino 196 S di cui condivideva la configurazione generale, ma non l'angolo tra le due bancate dei cilindri che era di 60° invece di 65°.

## Caratteristiche tecniche
Il motore era un V6 a 60° posteriore e longitudinale. L'alesaggio e la corsa erano rispettivamente 77 mm e 71 mm, che portavano la cilindrata totale a 1983,72 cm³. Il rapporto di compressione era di 9,8:1. La potenza massima erogata dal propulsore era di 210 CV a 7500 giri al minuto.
La distribuzione era formata da un singolo albero a camme che comandava due valvole per cilindro. L'alimentazione era formato da tre carburatori di marca Weber e modello 42 DCN. L'accensione era singola ed il relativo impianto comprendeva due spinterogeni. La lubrificazione era a carter secco, mentre la frizione era multidisco.
Le sospensioni erano indipendenti, con quadrilateri trasversali, molle elicoidali e ammortizzatori telescopici. Quelle anteriori montavano anche una barra stabilizzatrice. I freni erano a disco, mentre la trasmissione era formata da un cambio a cinque rapporti più la retromarcia. Lo sterzo era a pignone e cremagliera.
Il telaio era tubolare in acciaio, mentre la carrozzeria era spider a due posti.
La velocità massima raggiunta dal modello era di 240 km/h.